# نهضت ساخت باشگاه زنانه در آمریکا

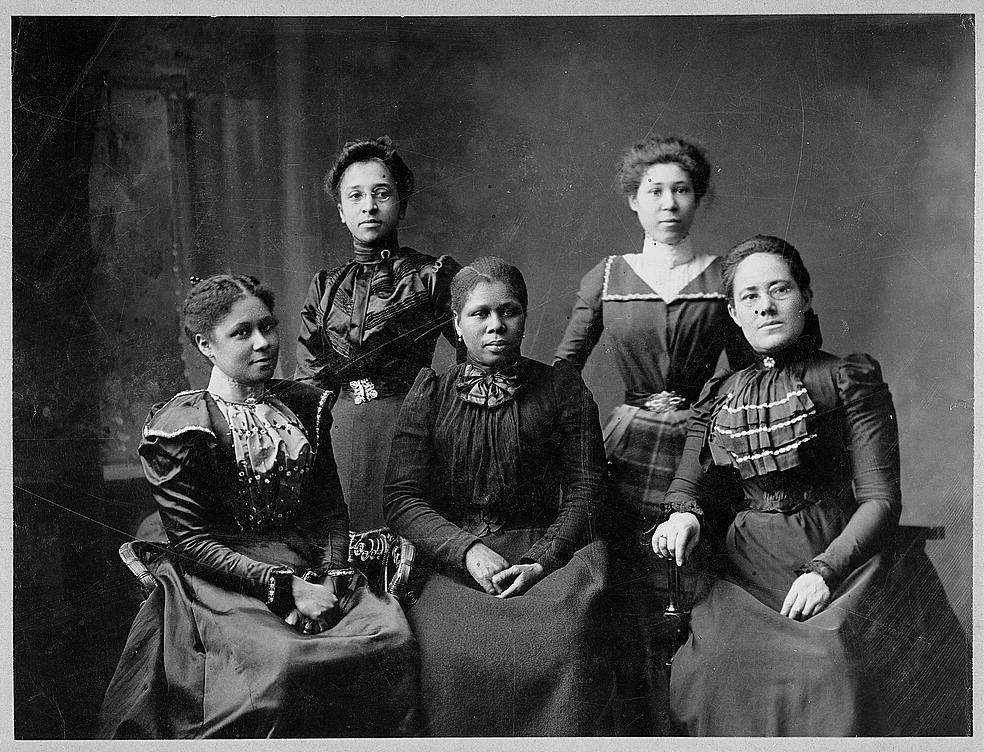
پنج مأمور زن باشگاه زنانه، نیوپورت، رود آیلند، ۱۸۹۹

نهضت ساخت باشگاه زنانه در آمریکا (انگلیسی: Woman's club movement in the United States) یک جنبش اجتماعی بود که در ایالات متحده آمریکا رخ داد و این ایده را که زنان برای تغییر سیاست، مسئولیت و وظیفه اجتماعی دارند محقق کرد. در حالیکه سازمان‌های زنانه همواره بخشی از تاریخ آمریکا بوده‌اند، اما تا پیش از عصر ترقی‌خواهی یک جنبش تلقی نمی‌شدند. اولین موج نهضت ساخت این باشگاه در طول عصر ترقی‌خواهی توسط زنان سفیدپوست پروتستانی، از طبقه متوسط جامعه شروع شد و دومین گام ساخت این باشگاه توسط زنان آفریقایی-آمریکایی برداشته شد.